# Bellevalia aucheri
Bellevalia aucheri là một loài thực vật có hoa trong họ Măng tây. Loài này được (Baker) Losinsk. mô tả khoa học đầu tiên năm 1935.